# الكارداشيانز
الكارداشيانز (بالإنجليزية: The Kardashians)‏ هو مسلسل تلفزيون واقع يركز على الحياة الشخصية لعائلة كارداشيان. عرض المسلسل على شبكة هولو في 14 أبريل 2022.

## روابط خارجية
الكارداشيانز على موقع IMDb (الإنجليزية)
- الكارداشيانز على موقع روتن توميتوز (الإنجليزية)
- الكارداشيانز على موقع كينوبويسك (الروسية)
- الكارداشيانز على موقع قاعدة بيانات الفيلم (الإنجليزية)